# Hatley, Cambridgeshire
Hatley är en civil parish i Storbritannien. Den ligger i distriktet South Cambridgeshire i grevskapet Cambridgeshire i riksdelen England, i den sydöstra delen av landet, 70 km norr om huvudstaden London. Civil parish har 181 invånare (2011).
De två största samhällen är Hatley St George och East Hatley.